# ゴールドコンサート
ゴールドコンサートは、障がいをもつミュージシャンがその音楽性を競うとともに、障がい者の能力や可能性の高さを広く知らしめる、特定非営利活動法人日本バリアフリー協会が主催する障がい者の国際音楽コンクールである。

## 趣旨
障がいをもつ音楽家に活動拡充のきっかけを提供し、適切な配慮があれば、障がい者が能力を発揮できることを一般に理解してもらうことを目的としている。

## 概要
海外を含めた全国各地で開催される予選大会と音源審査を突破した国内および海外の約 10 組のミュージシャンが、 毎年、東京国際フォーラムで開催される本戦で楽曲を披露しグランプリを目指す障がい者の音楽コンテストである。出場者をはじめ企画運営にも障がい当事者が多く参加している。行政、企業、学校、地域の人々に、協賛・ボランティア・観覧・インターネットによる視聴など様々な形で参加してもらうことにより、できるだけ多くの方に障がい者の自立、社会進出の必要性を啓発し、誰もがやる気や実力に応じて参加できる社会の実現を目指している。

### コンサートの契機
現法人代表理事が、デンマーク筋ジストロフィー協会が毎年主催する20万人規模の野外音楽フェスティバル、グリーンコンサートを見学したことをきっかけに、その規模とエンタテイメントであるという点とその趣旨に大きな感銘を受けゴールドコンサートを立ち上げたとされる。デンマークのグリーンコンサートは、活動資金を得ると同時に障がい者に対する社会的な捉え方をポジティブに啓発することが趣旨である。

### これまでの実績
障碍をもつミュージシャンのコンテストとして、応募にて選出された様々な障碍をもつ14組（以後、回によってエントリー数は異なり、流動的である）が、グランプリを競う。初回は千代田区内幸町ホールで行われた。第3回からは、東京国際フォーラム ホールCで毎年開催されるようになり、字幕・手話による情報保障、インターネット生放送、高校生以下の無料招待、海外からのゲスト招聘（対象は参加助成を受ける団体により異なる）と企画を広げた。2008年に5周年を迎えたが、その頃にはミュージシャンのレベルも上がり、大手レコード会社からメジャーデビューを果たした出場者もいる。
|        | 開催日         | 会場                      | 出場者数 | 来場者数 | 審査員長   | 特別ゲスト                                                    |
| ------ | -------------- | ------------------------- | -------- | -------- | ---------- | ------------------------------------------------------------- |
| 第1回  | 2003年5月5日   | 千代田区内幸町ホール      | 15組     | 188名    |            |                                                               |
| 第2回  | 2005年5月1日   | 第一生命ホール            | 13組     | 450名    | 弘田三枝子 |                                                               |
| 第3回  | 2006年10月9日  | 東京国際フォーラムホールC | 15組     | 745名    | 弘田三枝子 | 東儀秀樹                                                      |
| 第4回  | 2007年10月8日  | 東京国際フォーラムホールC | 12組     | 884名    | 弘田三枝子 | 木下航志                                                      |
| 第5回  | 2008年10月13日 | 東京国際フォーラムホールC | 13組     | 945名    | 湯川れい子 | 渡辺香津美プレゼンツCatsle In The Air（谷川公子＋渡辺香津美） |
| 第6回  | 2009年10月12日 | 東京国際フォーラムホールC | 11組     | 1,015名  | 湯川れい子 | 今井絵理子                                                    |
| 第7回  | 2010年10月3日  | 東京国際フォーラムホールC | 10組     | 1,030名  | 湯川れい子 | 相川七瀬                                                      |
| 第8回  | 2011年10月15日 | 東京国際フォーラムホールC | 11組     | 955名    | 湯川れい子 | 島津亜矢、ぱすぽ☆                                             |
| 第9回  | 2012年9月22日  | 東京国際フォーラムホールC | 14組     | 934名    | 湯川れい子 | NOKKO、嘉門達夫                                               |
| 第10回 | 2013年10月14日 | 東京国際フォーラムホールC | 11組     | 1,045名  | 湯川れい子 | 東儀秀樹、マシュー・ウィッテカー                              |
| 第11回 | 2014年10月13日 | 東京国際フォーラムホールC | 13組     | 512名    | 湯川れい子 | HANDSIGN                                                      |
| 第12回 | 2015年10月12日 | 東京国際フォーラムホールC | 11組     | 776名    | 湯川れい子 | GOMA                                                          |
| 第13回 | 2016年10月10日 | 東京国際フォーラムホールC | 11組     | 789名    | 湯川れい子 | 二人目のジャイナ                                              |
| 第14回 | 2017年9月16日  | 東京国際フォーラムホールC | 11組     | 800名    | 湯川れい子 | 森圭一郎                                                      |
| 第15回 | 2018年10月6日  | 東京国際フォーラムホールC | 9組      | 806名    | 湯川れい子 | 朝岡周                                                        |
| 第16回 | 2019年10月14日 | 東京国際フォーラムホールC | 11組     | 794名    | 湯川れい子 | KAZUFUMI                                                      |
| 第17回 | 2020年11月21日 | 東京国際フォーラムホールC | 6組      | 1,810名  | 湯川れい子 | 木田俊之                                                      |
| 第18回 | 2021年11月6日  | 東京国際フォーラムホールC | 8組      | 378名    | 湯川れい子 | vividundress、穴澤雄介、わたなべちひろ                        |
| 第19回 | 2022年10月10日 | 東京国際フォーラムホールC | 11組     | 487名    | 湯川れい子 | misono                                                        |
| 第20回 | 2023年9月23日  | 東京国際フォーラムホールC | 10組     |          | 湯川れい子 |                                                               |
| 第21回 | 2024年         |                           |          |          |            |                                                               |

※ 第8回ゴールドコンサートでは東日本大震災に被災し、2011年5月6日の応募締切に間に合わない人を対象に個別対応も行った。
第17回ゴールドコンサートは新型コロナウイルスの感染拡大を受け無観客開催となった為来場者数は配信視聴者数である。

## 受賞作品・受賞者一覧

### 第1回
- 総合グランプリ　石野輝彦（東京/肢体）「always」
- 準グランプリ　こころおと（東京/聴覚）「青空」
- 最優秀歌唱賞　三辻雅典（奈良/視覚）「何が足りないの」
- 最優秀作曲賞　高橋久美子（群馬/肢体）「小鳥のカーニバル」
- 最優秀作詞賞　鈴木信夫（神奈川/肢体）「この世で一番」
- 準歌唱賞　BRIGHT EYES（愛知/聴覚）「Peace」
- 準作曲賞　URANOバンド（大阪/肢体）「同じ人間だもの！」
- 準作詞賞　真昼の月（千葉/肢体）「ある日窓辺で想うこと」
- （特）元気がでたで賞　森本健一（山口/視覚）「楽しいね」
- （特）頑張ったで賞　堤友彦（広島/視覚・肢体）「笑顔の明日をつかもうよ！！」
- （特）感動したで賞　GLAN（長野/肢体）「夜桜お七」

### 第2回
- 総合グランプリ　前川裕美（兵庫/視覚）「and I miss you」
- 作詞賞　三辻雅典（奈良/視覚）「灰色のビルの壁にかかれたらくがき」
- 作曲賞　水原一（奈良/精神）「RED CASTEL」
- 歌唱賞　板橋和幸（青森/視覚）「BLIND MAN」
- 演奏賞　藤田典人（三重/聴覚）「演奏会用アレグロ」
- パフォーマンス賞　友彦&TOKU<どうでSHOW>（広島/視覚・肢体）「いつか絶対叶うんよ」
- 特別賞　掛屋剛志（長崎/視覚・知的）「むかし」、II-time（神奈川/聴覚）「FREEDOM」、真北聖子（宮崎/肢体）「Go for world」

### 第3回
- グランプリ　Darjiling（東京/内部）「真昼の月」
- パフォーマンス賞　穴澤雄介（東京/視覚）「Greensleeves」
- 作詞賞　Darjiling（東京/内部）「真昼の月」
- 歌唱賞　福本淳（大阪/視覚）「小さな出逢いから」
- 演奏賞　珍獣王国（京都/視覚・肢体）「ティッタ・ルッタ」、福本淳（大阪/視覚）「小さな出逢いから」

### 第4回
- グランプリ　The J.B.'f（静岡/視覚・知的）「festa」
- 準グランプリ　金子愛実（東京/精神・発達障碍）「ひつじ雲においで。」
- 審査員特別賞　ホンキートンク（神奈川/知的）「ジャングルビート」

### 第5回
- グランプリ　大石亜矢子（東京/視覚）「grazie！」
- 準グランプリ　穴澤雄介（東京/視覚）「未知なる世界へ飛び立とう」
- 審査員特別賞　My Blue Diary（韓国/肢体）「Pray」

### 第6回
- グランプリ　珍獣王国（京都/視覚・肢体）「Reborn」
- 準グランプリ　穴澤雄介（東京/視覚）「この星を歩こう」
- 審査員特別賞　ダブルM（群馬/視覚）「もしも私の目が見えたら」

### 第7回
- グランプリ　穴澤雄介（東京/視覚・内部）「十六桜」
- 歌唱・演奏賞/観客賞　佐藤英里（新潟/視覚）「アメイジング グレイス」
- 楽曲賞　鈴木加奈子（神奈川/視覚）「Kindness」
- 審査員特別賞　Darkflow（韓国/視覚）「Oh~ Oh~ Oh~」

### 第8回
- グランプリ、楽曲賞　森圭一郎（埼玉/肢体）「闇と光」
- 演奏賞　仲里尚英＆国吉政淳（沖縄/聴覚・視覚）「星になって」
- 観客賞　佐藤英里（新潟/視覚）「みらい」

### 第9回
- グランプリ、観客賞　佐藤英里（新潟/視覚）「なないろの夢」
- 歌唱・演奏賞　音心（静岡/視覚）「カナリヤ」
- 楽曲賞　SAKURANBO（東京/肢体）「春一番が吹いたら」
- 湯川れい子審査員長賞　TOMOKO（東京/肢体・発達）「ザマナイ〜時代よ！〜」
- 審査員特別賞　古西夜香（神奈川/視覚・肢体・知的）「A列車で行こう」

### 第10回
- グランドチャンピオン　山下純一（京都/視覚・肢体）　「やりたい放題　Music！」
- 第2位、観客賞　森圭一郎（埼玉/肢体）「赤い紐」
- 第3位　佐藤英里（新潟/視覚）「かぞくのうた」
- 審査員特別賞　Darjiling（東京/肢体・内部）「ココロ～GC version～」

### 第11回
- グランプリ　該当者なし
- 楽曲賞　YOUTA（富山/視覚）「ENDROLL」
- 歌唱・演奏賞　矢作文香（東京/肢体）「Your Love」
- 観客賞　野田あすか（宮崎/発達・肢体・聴覚）「思いやりの風」
- 審査員特別賞　佐藤 翔（東京/視覚）「ドラムソロパフォーマンス －爆裂－」
- 審査員特別賞　矢田 匠（北海道/聴覚・内部）「故郷」

### 第12回
- グランプリ　DJ Yuta & Yuichi（鳥取/肢体）「Night Sky Sugar」
- 楽曲賞　YOUTA（富山/視覚）「ひかり」
- 歌唱・演奏賞、観客賞　髙橋 直樹（宮城/聴覚・肢体）「チャルダッシュ（モンティ作曲）」
- 湯川れい子賞　太田 将誉（東京/知的・発達）「夕日」

### 第13回
- グランプリ　ConstantGlowth（沖縄/肢体）「さくらはまだか」
- 楽曲賞　笙YUU（宮城/知的・発達・内部）「風海る」
- 歌唱・演奏賞　YABKING（福岡/肢体）「HUMAN」
- 観客賞　渡邊 千優（東京/視覚）「イマジン」
- 審査員特別賞　비츠로（ビチュロ）（韓国/肢体・聴覚）「네 바퀴의 꿈（四輪の夢）」

### 第14回
- グランプリ　太田 将誉（東京/知的・発達）「風」、佐藤 翔（東京/視覚）「宇宙戦艦ヤマト」
- 歌唱・楽曲賞　深澤 要一（大阪/発達）「茜空の下で」
- 演奏賞　つるみ まさや（愛知/内部）「ミッドナイト・ハイウェイ・ロマンス」
- 観客賞　佐藤 翔(東京/視覚)　「宇宙戦艦ヤマト」

### 第15回
• グランプリ 口石和人 (大阪/肢体)「Blues of Hope」
• 楽曲賞 YOUTA (富山/視覚)「H30」
• 歌唱・演奏賞 山本まりん (宮城/発達・肢体)「みちのく」
• 15周年特別賞 ハー・チューン (ベトナム/視覚)「Cung Dan Dat Nuoc」、イ・ジワン (韓国/知的)「旌善アリラン・花村」
• 観客賞 山本まりん (宮城/発達・肢体)「みちのく」

### 第16回
• グランプリ 笙YUU (宮城/知的・発達・内部)「令和の煌」
• 楽曲賞 盲目のシンガーソングライターharu. (京都/視覚) 「素粒子」、栗山龍太 (神奈川/視覚)「リアルビクトリー」
• 審査員特別賞 張哲瑞 (台湾/視覚)「張哲瑞」
• 観客賞 若渚 （愛知/視覚）「空」

### 第17回
•グランプリ JAHLI(東京/肢体)「みんなが太陽」
•歌唱・演奏賞 揚雪元(京都/視覚)「百鳥引」
•審査員特別賞 EiJuN(三重/精神)「マンツーマン～ムササビ山から～」、西濱優衣香(兵庫/発達)「誓い」

•観客賞 チクタック(佐賀/精神・視覚・知的・発達)「セイゾンモノガタリ」

### 第18回
•グランプリ 香介トリオ(東京/視覚)「Another Star」
•歌唱・演奏賞 Paraphrase(沖縄/視覚・精神)「だいじょうぶ？！」
•楽曲賞 直駿【NAOKI】(佐賀/発達)「ディリュージョン」
•観客賞 若渚(愛知/視覚)「ひだまりの香り」
•審査員特別賞 広島車いすダンスくらぶ(チームC)(広島／肢体)「オペラ座の怪人」

### 第19回
音楽・ダンス部門
•歌唱・演奏賞 丁怡杰(中国/視覚)「Paganini Caprice no. 24（24のカプリース）」
•楽曲賞 苺いちえ&はっぱオールスターズ(神奈川/肢体・聴覚・知的)「だまされないdeかきくけこ」
•審査員特別賞 ファン・サナ(韓国/発達)「My name is sanha・Let’s go together」
•ユーコ・スミダ・ジャクソン賞・観客賞 Nyanko(東京/聴覚)
カラオケ部門
•審査員特別賞 美咲良(山形/肢体)「下北慕情」北川知彦(神奈川/内部)「18～eighteen～」

### 第20回
•グランドチャンピオン（日本信号賞）笙YUU(宮城/知的・発達・内部)「令和の煌」
•第2位（ピザーラ賞）
DJ Yuta & Yoichi(鳥取/肢体)「to the Melting Hope world」
•第3位（東京西ロータリークラブ賞）CAPPERS(東京/肢体)「星を見に行こう」
•湯川れい子賞（三菱商事賞）佐藤翔(東京/視覚)「TRUTH」
•観客賞（関西学院大学賞）ConstantGlowth(沖縄/肢体)「さくらはまだか」